# Francesca Caccini
Francesca Caccini (18 de septiembre de 1587-después de 1641) fue una compositora, cantante, laudista, profesora de música y poetisa italiana de comienzos del Barroco. También era conocida por el sobrenombre de La Cecchina, que le dieron los florentinos y probablemente un diminutivo de Francesca. Era hija del compositor Giulio Caccini. Su única obra teatral que se conserva, La liberazione di Ruggiero, es considerada la ópera más antigua de una compositora. Fue una de las pocas compositoras del siglo XVII cuyas obras se publicaron.

## Biografía

### Primeros años
Francesca Caccini nació el 18 de septiembre de 1587 en Florencia. Su padre, Giulio Caccini, era un compositor famoso y popular y pionero en la música monódica. Desde muy joven, su padre le enseñó música y composición. Su madre, Lucia Gagnolanti, también era cantante. Su hermana menor, Settimia, también se convirtió en compositora y tenía un hermano mayor, Pompeo Caccini, que era cantante y pintor. Recibió una educación humanística: latín, algo de griego, así como lengua y literatura modernas y matemáticas. 
Su padre Giulio estaba empleado por la familia Médici, que gobernaba gran parte de Florencia. Transmitió gran parte de su carrera a su familia; los involucró en su música e incluso formó una banda familiar de canto. Mientras trabajaba allí, Giulio conoció el concerto delle donne, un grupo de cantantes profesionales contratadas por la corte de Ferrara. Se presume que persuadió al concerto delle donne para que enseñaran a sus hijas a cantar de la misma manera que ellas. En lugar de cantar en solitario, que era muy popular en ese momento, Giulio insistió en que estaban preparados para cantar en grupo, llamado Il Concerto Caccini. Tanto Francesca como Settimia eran sopranos. En 1600, las hermanas cantaron en la ópera de su padre Il rapimento di Cefalo para la boda de María de Médici y Enrique IV de Francia y, probablemente, también lo hicieron en la ópera Eurídice, compuesta por Jacopo Peri.
En cambio, según Liliana Panella, el primer testimonio fundado de la actividad como cantante de Francesca, junto con su hermana Settimia, en la corte de los Médici, es 1602: en su diario Cesare Tinghi señaló que el 3 de abril de 1602 la iglesia de San Nicolás en Pisa, donde la corte se movía todos los años durante la Cuaresma, la música policoral fue dirigida por «Giulio Romano [Giulio Caccini], con la esposa (la segunda esposa, Margherita) y las dos hijas cantando bien».
En sus primeros años de vida, Caccini actuó con sus padres, su medio hermano Pompeo, su hermana Settimia y posiblemente otros alumnos de Giulio sin nombre en un conjunto de sus contemporáneos conocido como Le donne di Giulio Romano. Más adelante, formó grupo con su hermana Settimia y el ejecutante romano Vittoria Archilei. En esta época recibió en ocasiones el nombre de La Cecchina. Después de que la corte la contratara, continuó actuando con el conjunto familiar hasta que el matrimonio de Settimia y el traslado resultante a Mantua causaron su ruptura. Francesca sirvió en la corte de los Médici como profesora, cantante de cámara, instructora de ensayos y compositora de música de cámara y de teatro hasta principios de 1627. En 1614 era la música mejor pagada de la corte, en gran parte porque su virtuosismo musical ejemplificaba muy bien una idea de excelencia femenina proyectada por la regente de facto de la Toscana, la gran duquesa Cristina de Lorena. En 1623 ganó 240 escudos.
En 1604, la familia Caccini al completo viajó a Francia. El rey Enrique IV quedó impresionado con sus actuaciones y le propuso que se quedaran en su corte. Sin embargo, los funcionarios florentinos se opusieron, y ella regresó a Italia, donde su fama siguió creciendo. Poco tiempo después, atrajo la atención de Claudio Monteverdi, impresionado por su canto, así como Pietro Della Valle, que alabó su habilidad en vocal y su poesía. En 1607 contrajo matrimonio con un miembro del Camerata florentina, Giovanni Battista Signorini.

### Compositora prolífica
Se cree que Caccini fue una compositora rápida y prolífica, igual en productividad a sus colegas de la corte Jacopo Peri y Marco da Gagliano.[cita requerida] Muy poca de su música sobrevive. Compuso la mayor parte de su música escénica para su interpretación en la corte de los Médici basada en comedias del poeta Miguel Ángel Buonarroti el Joven (sobrino nieto del artista), como La Tancia (1613), Il passatempo (1614) y La fiera (1619). En 1618 publicó una colección de treinta y seis canciones solistas y dúos de soprano/bajo (Il primo libro delle musiche) que es un compendio de estilos contemporáneos, que van desde lamentos intensamente conmovedores y armónicamente aventureros de alegres canciones sacras en italiano y latín, hasta ingeniosas canciones estróficas sobre las alegrías y peligros del amor romántico. Para la mayoría de estas canciones, Caccini usó su propia poesía. En 1622 se casó con Giovanni Battista Signorini, con quien tuvo una hija, Margherita.
En el invierno de 1625, compuso toda la música para una «comedia-ballet» de 75 minutos titulada La liberazione di Ruggiero dall'isola d'Alcina, que se interpretó para el príncipe heredero de Polonia, Ladislaus Sigismondo (más tarde Vladislao IV). Combinando ingeniosas parodias de las primeras escenas de la ópera y personajes engreídos con momentos de sorprendente intensidad emocional, la partitura muestra que Caccini había dominado toda la gama de dispositivos músico-teatrales en su tiempo y que había tenido un fuerte sentido del diseño musical a gran escala.[cita requerida] La liberazione complació tanto al príncipe que la hizo representar en Varsovia en 1628 y se convirtió esta la primera ópera italiana representada fuera de sus fronteras.

### Últimos años
Después de que el primer marido de Caccini falleciera en diciembre de 1626, rápidamente acordó casarse nuevamente en octubre de 1627 con un noble melómano en Luca, Tommaso Raffaelli. Vivió en las casas de Lucchese de Raffaelli, y aparentemente tuvo un hijo (también Tommaso, en 1628) y alguna relación musical con la familia Buonvisi en la ciudad, hasta la muerte de su marido en 1630. Aunque como esposa de un noble había rechazado al menos una solicitud para actuar (en Parma, en 1628), una vez enviudada, Caccini intentó inmediatamente volver al servicio de los Médici. Su regreso retrasado por las plagas de 1630-1633, en 1634 Caccini estaba de regreso en Florencia con sus dos hijos y sirvió en la corte como maestra de música de su hija Margherita y de las princesas Médici que vivían o visitaban con frecuencia el convento de La Crocetta. Además, componía e interpretaba música de cámara y espectáculos menores para la corte de mujeres. Caccini dejó el servicio de los Médici el 8 de mayo de 1641 y desapareció del registro público.

## Obra
Francesca Caccini escribió parte o toda la música de al menos dieciséis obras puestas en escena. Se cree que se han perdido todas menos La liberazione di Ruggiero y algunos extractos de La Tancia e Il passatempo publicados en la colección de 1618, Il primo libro delle musiche. Igualmente compuso obras religiosas, seculares, vocales e instrumentales. Sus partituras supervivientes revelan que tuvo un cuidado extraordinario con la notación de su música y prestó especial atención a la ubicación rítmica de las sílabas y palabras, especialmente dentro de los ornamentos, en las frases indicadas por las ligaduras y en la notación precisa de, a menudo, muy largos melismas vocales melódicamente fluidos. Aunque su música no destaca especialmente por las disonancias expresivas que puso de moda su contemporáneo Claudio Monteverdi, Caccini fue una maestra de la sorpresa armónica dramática: en su música es la armonía, más que el contrapunto, lo que comunica más poderosamente el afecto. 
Fue una de las pocas compositoras del siglo XVII cuyas obras se publicaron.

### Composiciones
- La Stiava (interpretada en 1607,[3] perdida).[2]
- La mascherata, delle ninfe di Senna, balletto, Palazzo Pitti, Florencia (1611).[2]
- La tancia, música incidental, Palazzo Pitti, Florencia (1611).[2]
- Il passatempo, música incidental del balletto, Pallazo Pitti, Florencia (1614).[2]
- Il ballo delle Zingane, balletto, Palazzo Pitti, Florencia (música perdida, 1615).[2]
- Il Primo libro delle musiche a 1–2 voci e basso continuo (1618).[2]
- La fiera, música incidental, Palazzo Pitti, Florencia (1619).[2]
- Il martirio de S. Agata, Florencia (1622).[2]
- La liberazione di Ruggiero dall'isola d'Alcina, comedia musical, Villa Poggio Imperiale, Florencia (1625).[2]
- Rinaldo inamorato, encargada por el príncipe Vladislao IV de Polonia, Florencia (1626).[2]